# James Franciscus
James Grover Franciscus (ur. 31 stycznia 1934 w Clayton w stanie Missouri, zm. 8 lipca 1991 w North Hollywood, dzielnicy Los Angeles) – amerykański aktor filmowy i telewizyjny, producent filmowy i scenarzysta.

## Życiorys

### Wczesne lata
Urodził się jako drugi syn Lorraine (z domu Grover) i Johna Allena Franciscusa, który jako pilot został „zabity w akcji” podczas II wojny światowej. Miał brata Johna. W 1957 Franciscus otrzymał bakalaureat na wydziale języka angielskiego i sztuk teatralnych na Uniwersytecie Yale (w New Haven). Uczelnię tę ukończył z wyróżnieniem magna cum laude.

### Kariera
Po debiutanckim występie w dramacie kryminalnym Czterech chłopaków i pistolet (Four Boys and a Gun, 1957) wystąpił jako detektyw James ‘Jimmy’ Halloran w serialu ABC Naked City (1958-59). Potem pojawił się jako Williams w wojskowym sitcomie CBS Hennesey (1960) z Jackie Cooperem. Zdobył popularność i uznanie w roli szczerego, aktywnego nauczyciela w serialu NBC Pan Novak (1963-65) i jako Mike Longstreet w serialu ABC Longstreet (1971-72). W 1970 roku zagrał główną rolę w filmie sciene-fiction W podziemiach Planety Małp (Beneath the Planet of the Apes) u boku Lindy Harrison i Charltona Hestona.
Dwukrotnie spotkał się na planie z Jaclyn Smith; w thrillerze Mordercza noc (Nightkill, 1980) i trzygodzinnym filmie telewizyjnym ABC Jacqueline Bouvier Kennedy (1981) jako prezydent USA John F. Kennedy.
Był producentem filmów Heidi (1968), Jane Eyre (1970), Kasztanek (The Red Pony, 1973), David Copperfield (1986) i Porwany za młodu (Kidnapped, 1987).

### Życie prywatne
28 marca 1960 ożenił się z Kathleen ‘Kitty’ Wellman, córką reżysera Williama Wellmana. Mają cztery córki: Jamie (ur. 1961), Kellie (ur. 1963), Korie (ur. 1973) i Jolie (ur. 2 stycznia 1975). 21 lutego 1979 w małżeństwie tym doszło do rozwodu. W 1980 James Franciscus poślubił Carlę Deen Ankney.
Był wieloletnim palaczem papierosów. 8 lipca 1991 w Centrum Medycznym w North Hollywood zmarł w wieku 57 lat na rozedmę płuc.

## Filmografia

### Filmy fabularne
- 1957: Czterech chłopaków i pistolet (Four Boys and a Gun) jako Johnny Doyle
- 1961: Wyrzutek (The Outsider) jako James B. Sorenson
- 1969: Uwięzieni w kosmosie (Marooned) jako Clayton Stone
- 1970: W podziemiach Planety Małp (Beneath the Planet of the Apes) jako John Brent
- 1971: Kot o dziewięciu ogonach (Il gatto a nove code) jako Carlo Giordani
- 1976: Dobermany nie z tej ziemi (The Amazing Dobermans) jako Lucky
- 1978: Grecki magnat (The Greek Tycoon) jako prezydent James Cassidy
- 1978: Porządni faceci ubierają się na czarno (Good Guys Wear Black) jako Conrad Morgan
- 1978: Pirat (The Pirate, TV) jako Dick Carriage
- 1978: Puzzle (TV) jako Harry Scott
- 1979: Zabójcza ryba (Killer Fish) jako Paul Diller
- 1979: Miasto w ogniu (City on Fire) jako Jimbo
- 1980: Mordercza noc (Nightkill) jako Steve Fuller
- 1980: Gdy czas ucieka (When Time Ran Out...) jako Bob Spangler
- 1981: Jacqueline Bouvier Kennedy (TV) jako John F. Kennedy
- 1982: Motylek (Butterfly) jako Moke Blue
- 1983: Wielki transport (Veliki transport) jako John Mason

### Seriale TV
- 1958–1959: Naked City jako detektyw James ‘Jimmy’ Halloran
- 1959: Strefa mroku (The Twilight Zone) jako porucznik Mueller
- 1960: Alfred Hitchcock przedstawia (Alfred Hitchcock Presents) jako William Tyre
- 1961: Alfred Hitchcock przedstawia (Alfred Hitchcock Presents) jako Ben Kendall
- 1963: Doktor Kildare (Dr. Kildare) jako Stan Fisher
- 1963–1965: Pan Novak (Mr. Novak) jako John Novak
- 1971–1972: Longstreet jako Mike Longstreet
- 1973: Doc Elliot jako dr Benjamin Elliot
- 1977: Hunter jako James Hunter